# دوخروت
دوخروت (به آلمانی: Duchroth) یک شهر در آلمان است که در باد کرویتسناخ واقع شده‌است. دوخروت ۵۸۰ نفر جمعیت دارد.